# 巴恩斯湖 (密歇根州)
巴恩斯湖（英語：Barnes Lake）是位於美國密歇根州拉皮爾縣迪爾菲爾德鎮區的一個普查規定居民點。

## 人口
根據2020年美國人口普查的數據，巴恩斯湖的面積為4.72平方千米，當中陸地面積為4.01平方千米，而水域面積為0.71平方千米。當地共有人口768人，而人口密度為每平方千米162.71人。